# 習志野陸軍病院
習志野陸軍病院（ならしのりくぐんびょういん）は現在の千葉県船橋市三山にあった陸軍病院である。旧称は習志野衛戍病院（ならしのえいじゅびょういん）。

## 沿革
- 1900年（明治33年）11月27日に習志野衛戍病院として創設。
- 1936年（昭和11年） 習志野陸軍病院に改称。
- 1945年（昭和20年）12月1日に、厚生省所管の国立習志野病院（現・国立病院機構）へ移管。
- 1947年（昭和22年）4月1日に国立療養所習志野病院へと転換
- 1962年（昭和37年）4月1日に再び国立病院に転換国立習志野病院となる。
- 2001年（平成13年） 社会福祉法人恩賜財団 済生会へ経営移譲され、現在は千葉県済生会習志野病院となる。

## 交通
- 京成本線京成大久保駅から徒歩10分